# 欢迎来到东莫村
《欢迎来到东莫村》（韓語：웰컴 투 동막골）是一部2005年上映的韩国战争剧情片，是多段式电影《四房窸敌》导演之一的朴光贤单独执导的首部电影长片，由鄭在詠、申河均及姜惠貞主演。电影以朝鲜战争为背景，表现了反战的主题和对朝鲜半岛和平统一的思考。

## 剧情介紹
朝鲜战争期间，在咸白山下有个村子叫东莫村，村子的人不知道外界发生了战争，连枪械都不知道何物的一个如同“桃花源”之地。可是安宁的村庄外來的客人们打破寧靜，联合國軍的美國海軍飛行員史密斯駕駛的戰機墜落於村子的附近、三名朝鲜人民军的士兵和軍官，以及兩名韩国国军的官兵先後來到村子裡，他们在这个村庄相遇，原本彼此相互存在著冲突，氣氛紧张，可是当他们发现村民是如此地淳朴，而决定不再发生冲突而伤害村民。于是他们一起合作，共同抵御外来的入侵。

## 演員陣容

### 主要人物
- 鄭在詠 饰演 利洙华，朝鲜人民军军官。
- 申河均 饰演 表贤哲，国军军官。
- 姜惠貞 饰演 汝一

### 其他人物
- 林河龍 饰演 张荣喜，朝鲜人民军下士官。
- 徐在京 饰演 文尚祥，国军卫生兵。
- 柳德煥 饰演 泽基，朝鲜人民军少年兵。
- 史蒂夫·塔什勒（Steve Taschler） 饰演 史密斯
- 鄭在晉 饰演 村长
- 李龙伊 饰演 老母亲
- 朴南姬 饰演 村长夫人
- 趙德賢 饰演 金老师
- 柳承穆 饰演 修
- 沈沅哲 饰演 石勇
- 姜賢重 饰演 应植
- 利敏 饰演 容奉
- 高宽载 饰演 宽载
- 权梧民 饰演 东久
- 洪藝仁 饰演 东久的母亲
- 李兰熙 饰演 宽载的妻子
- 河成光 饰演 三人帮
- 尹熙元 饰演 特殊部队队员
- 方洙亨 饰演 特殊部队队员
- 郑荣基 饰演 悬崖上的人民军士兵

## 奖项荣誉
| 年份   | 颁奖礼                     | 奖项               | 入围者             | 结果 |
| ------ | -------------------------- | ------------------ | ------------------ | ---- |
| 2005年 | 第26届青龙电影奖           | 最佳男配角         | 林河龙             | 獲獎 |
| 2005年 | 第26届青龙电影奖           | 最佳女配角         | 姜惠贞             | 獲獎 |
| 2005年 | 第26届青龙电影奖           | 韩国电影最高票房奖 | 《欢迎来到东莫村》 | 獲獎 |
| 2005年 | 第4届大韩民国电影大奖      | 最佳电影           | 《欢迎来到东莫村》 | 獲獎 |
| 2005年 | 第4届大韩民国电影大奖      | 最佳导演           | 朴光贤             | 獲獎 |
| 2005年 | 第4届大韩民国电影大奖      | 最佳新人导演       | 朴光贤             | 獲獎 |
| 2005年 | 第4届大韩民国电影大奖      | 最佳女配角         | 姜惠贞             | 獲獎 |
| 2005年 | 第4届大韩民国电影大奖      | 最佳配乐           | 久石让             | 獲獎 |
| 2005年 | 第4届大韩民国电影大奖      | 最佳编剧           | 金重、张镇、朴光贤 | 獲獎 |
| 2005年 | 第25届韩国电影评论家协会奖 | 十佳电影           | 《欢迎来到东莫村》 | 獲獎 |
| 2005年 | 第8届韩国导演选择奖        | 年度男演员         | 郑在泳             | 獲獎 |
| 2006年 | 第3届MaxMovie最佳电影奖    | 年度男演员         | 郑在泳             | 獲獎 |
| 2006年 | 第29届韩国黄金摄影奖       | 最佳新人摄影导演   | 崔相浩             | 獲獎 |
| 2006年 | 第29届韩国黄金摄影奖       | 最佳新人导演       | 朴光贤             | 獲獎 |
| 2006年 | 第29届韩国黄金摄影奖       | 最佳照明           | 李万奎             | 獲獎 |
| 2006年 | 第8届远东电影节            | 最受观众欢迎奖     | 《欢迎来到东莫村》 | 獲獎 |
| 2006年 | 第43届大钟奖               | 最佳女配角         | 姜惠贞             | 獲獎 |